# Pădurea Bejan
Pădurea Bejan este o arie protejată de interes național ce corespunde categoriei a IV-a IUCN (rezervație naturală de tip forestier), situată în sud-vestul Transilvaniei, pe teritoriul administrativ al județului Hunedoara

## Localizare
Rezervație este amplasată în imediata apropiere a municipiului Deva (pe teritoriul sud-vestic al acestuia) și este străbătută de drumul județean DJ708E, care leagă localitatea Almașu Sec de reședința județului Hunedoara.

## Descriere
Rezervația naturală a fost declarată arie protejată prin Legea Nr.5 din 6 martie 2000, publicată în Monitorul Oficial al României, Nr.152 din 12 aprilie 2000 (privind aprobarea Planului de amenajare a teritoriului național - Secțiunea a III-a - zone protejate) și se întinde pe o suprafață de 70 hectare. Pădurea Bejan se suprapune sitului de importanță comunitară omonim și are o deosebită valoare științifică, pe această suprafață coabitează 8 din cei 9 reprezentanți indigeni ai genului Quercus, conviețuirea îndelungată ducând la hibridări, prezența acestora dând valoare de unicat acestei rezervații.

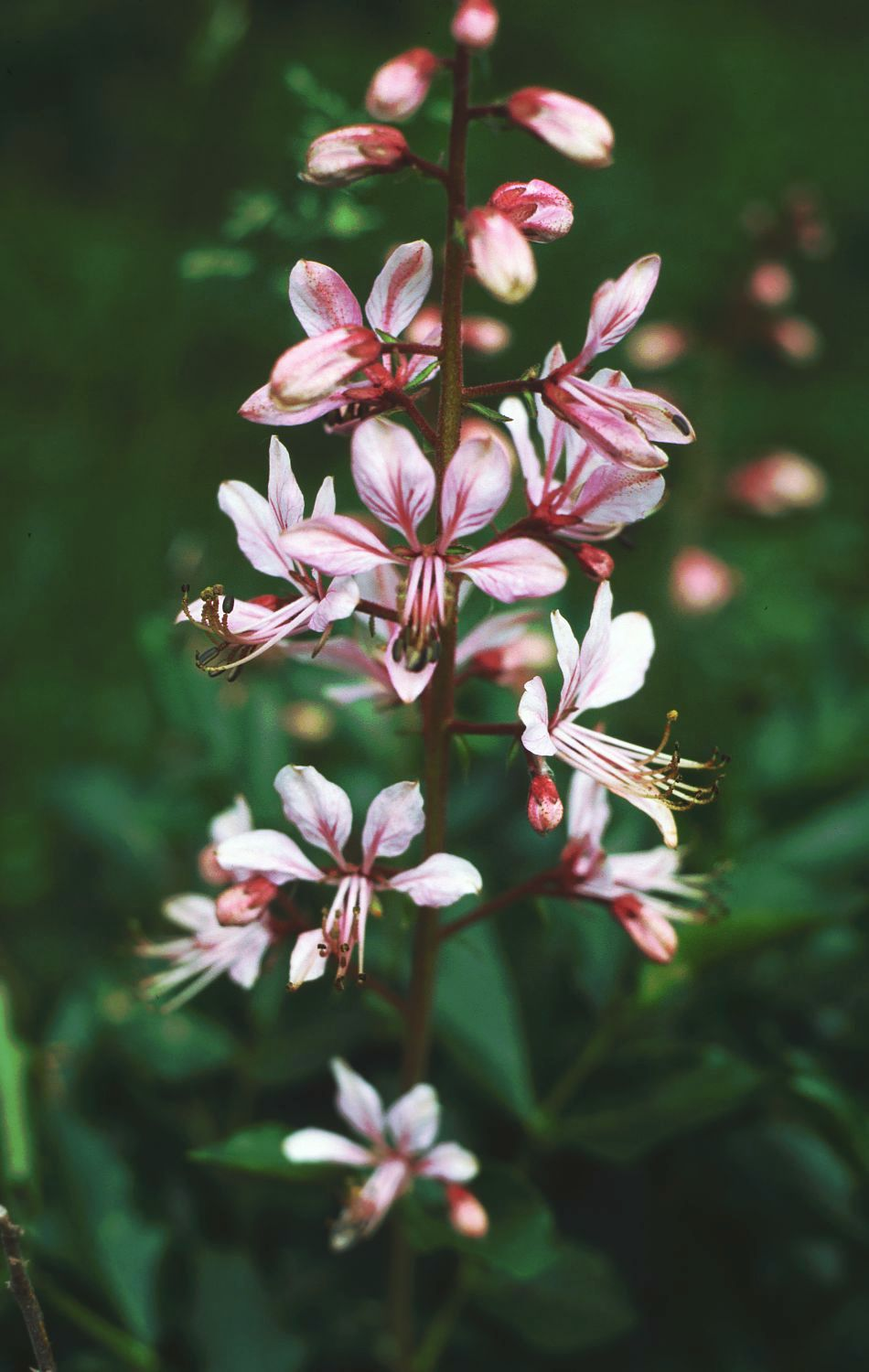
Frăsinel (Dictamnus albus)

Specii faunistice semnalate în arealul rezervației: căprioară (Capreolus capreolus), jderul de copac (Martes martes), iepurele de câmp (Lepus europaeus), apolonul negru (un fluture din specia  Parnassius mnemosyne), șarpele orb (Anguis fragilis), șarpele lui Esculap (Elaphe longissima), șarpele de alun (Coronella austriaca), gușter (Lacerta viridis), vipera cu corn (Vipera ammodytes), șopârla de pădure (Lacerta praticola), șarpe inelat (Natrix natrix), sau brotacul verde de copac (Hyla arborea) sau ivorașul-cu-burta-galbenă (Bombina variegata); specie protejată prin Directiva Consiliului European 92/43/CE din 21 mai 1992 (privind conservarea habitatelor naturale și a speciilor de faună și floră sălbatică).
La nivelul ierburilor vegetează mai multe rarități floristice; printre care: verigariu ( Rhamnus saxatilis ssp. tinctorius), albăstriță (Centaurea rocheliana), frăsinel (Dictamnus albus), cimbrișor (Thymus longicaulis) sau Danthonia alpina; o specie din familia Poaceae. 